# Boris Issajew
Boris Issajew (russisch Борис Исаев; * 2. Juli 1953 in Moskau) ist ein ehemaliger sowjetischer Radrennfahrer und nationaler Meister im Radsport.

## Sportliche Laufbahn
Issajew war im Straßenradsport aktiv und Mitglied der sowjetischen Nationalmannschaft. 1974 siegte er in der nationalen Meisterschaft im Straßenrennen, 1975 kam er auf den dritten Rang der Meisterschaft. Er gewann die Etappenrennen Ruban Granitier Breton 1976, Závod Vítězství 1979 und die Bulgarien-Rundfahrt 1981. Etappensiege holte er im Ruban Granitier Breton 1976 (zweifach), in der Internationalen Friedensfahrt 1976 und 1980, in der Jugoslawien-Rundfahrt 1979. 1980 wurde er Zweiter im Ruban Granitier Breton. Die Internationale Friedensfahrt bestritt er zweimal. 1976 wurde er 4., 1980 19. der Gesamtwertung. Er startete auch im Grand Prix Guillaume Tell, in der Algerien-Rundfahrt sowie in der Kuba-Rundfahrt. Im Rennen der Amateure bei den Straßenradsport-Weltmeisterschaften 1975 wurde er 69.